# Prosecco

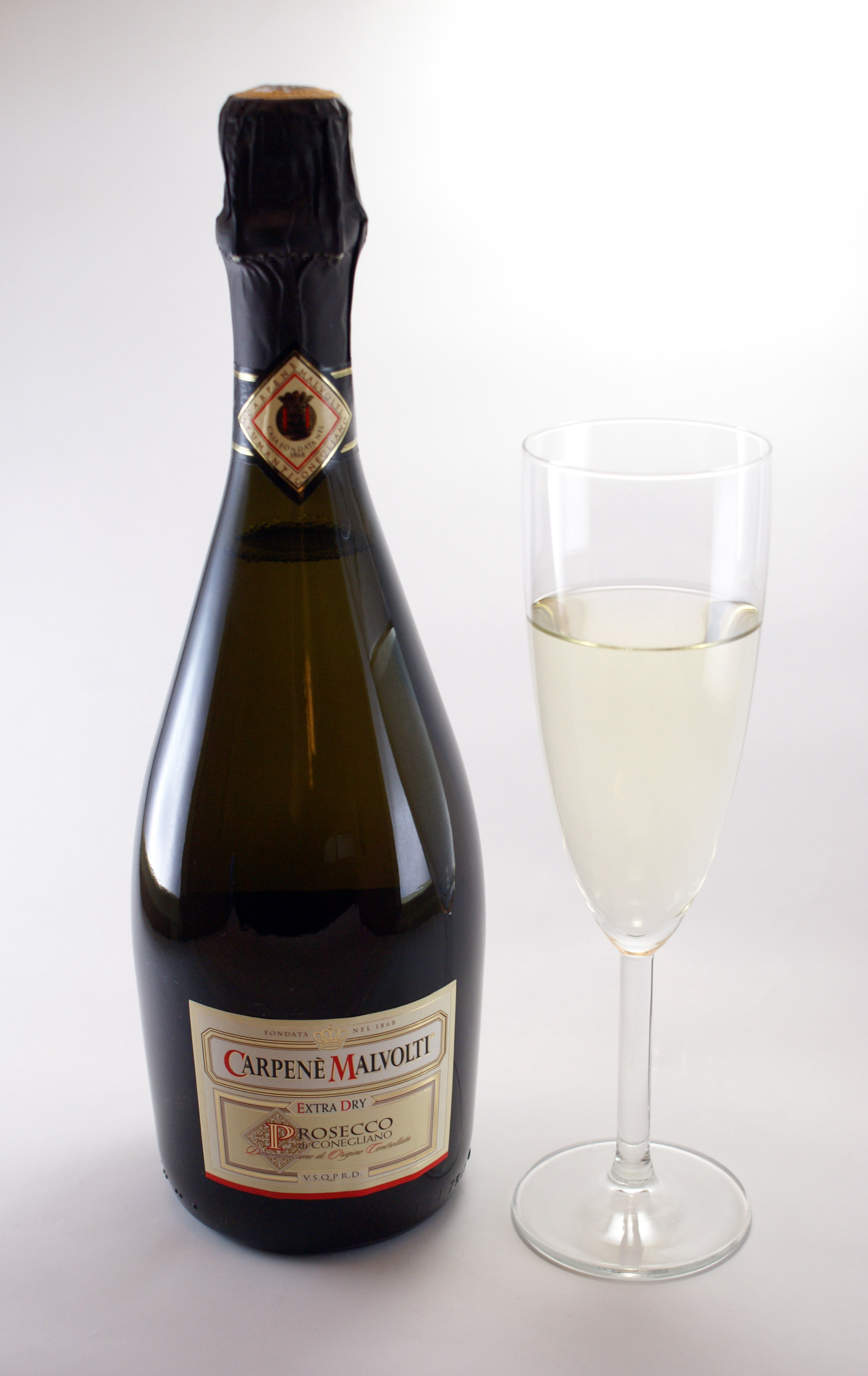
Prosecco di Conegliano spumante palackban és egy gyengébb minőségű Prosecco frizzante pohárban

A Prosecco egy olasz, elsősorban Glera szőlőből készülő fehérbor, melyet hagyományosan erősebben buborékos (spumante), gyengébben habzó (frizzante), és szén-dioxid mentes (tranquillo) formában állítanak elő.
Nevét a Trieszt közeli Prosecco településről kapta, ahonnan a szőlőfajta, és a bor származik.
A Prosecco DOC Veneto és Friuli Venezia Giulia régiók kilenc tartományában készül. A Prosecco Superiore DOCG kétféle változatban készülhet: A Prosecco Conegliano Valdobbiadene Superiore DOCG Veneto régió Treviso tartományából származik, a Coneglio és Valdobbiadene települések közti hegyekből. A Asolo Prosecco Superiore DOCG elnevezésű bort Asolo település közelében készítik.
A Prosecco alapanyaga számos koktélnak (például az Észak-Olaszországban népszerű spritz-nek), illetve kevésbé drága helyettesítője lehet a francia Champagne-nak.

## Története

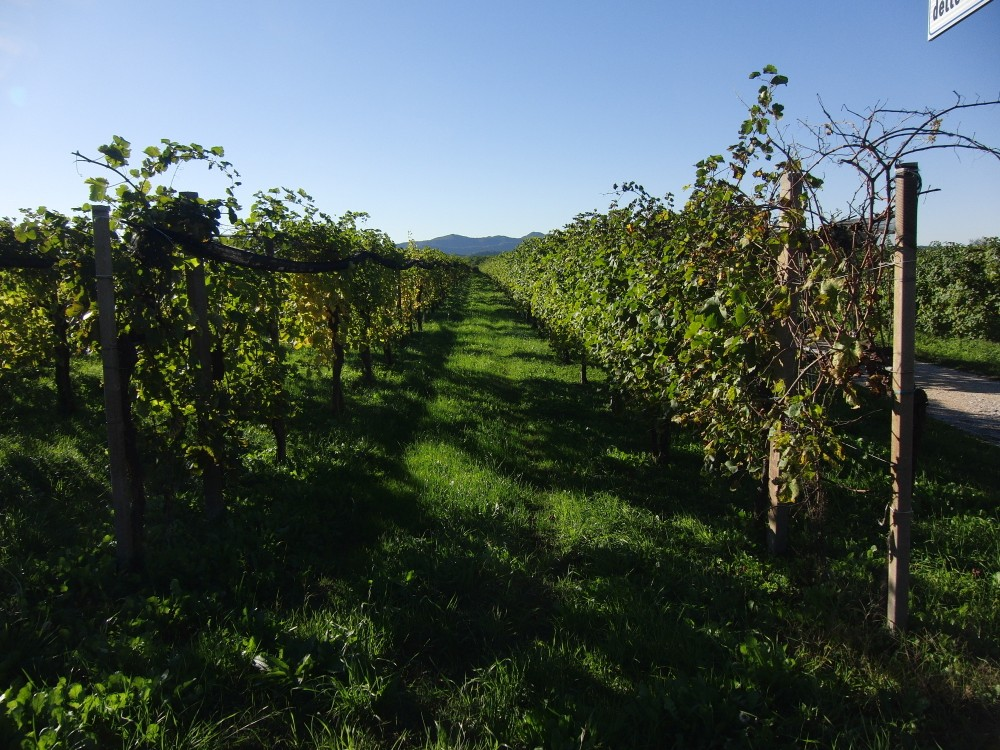
Valdobbiadene-i termőterület

A Prosecco településen található kastély közelében már a 16. században készítettek fehérbort. A borral kapcsolatos első írásos emlék Fynes Moryson nevéhez köthető, aki 1593-ban látogatott Észak-Olaszországba. Írásában az italt Olaszország egyik leghíresebb boraként emlegette, Prosecho in Histria néven.
A Prosecco név először az Aureliano Acanti által írt Il roccolo Ditirambo című könyvben tűnik fel: „És most meg akarom nedvesíteni a szájam ezzel az almás bukéjú Prosecco-val”.
Az 1960-as évek előtt a Prosecco-t inkább édes formában termelték, és nehezen volt megkülönböztethető a Piemont régióban készülő Asti nevű pezsgőtől. A 60-as évek után a technikai fejlődésnek köszönhetően mára elsősorban minőségi száraz pezsgőként gyártják a Prosecco-t.
1998-ban a Prosecco exportja már átlépte a 10 %-ot, az összes értékesítéshez viszonyítva.
2000-ben a Prosecco borok megjelentek az Amerikai Egyesült Államok bolthálózatainak polcain is.
A 2010-es évek közepén a Prosecco legnagyobb export piaca az Egyesült Királyság volt, az olaszországi termelés kb. 25 %-a oda irányult.
2008-ban a Prosecco di Conegliano-Valdobbiadene, a Prosecco di Conegliano és a Prosecco di Valdobbiadene DOC védettség alá került, az olasz kormány döntése alapján. 2009-ben ezek a borok DOCG védettségi státuszt szereztek.
2010-ben a termelők előterjesztésére a Prosecco név az Európai Uniós jogszabályok által meghatározott Oltalom alatt álló eredetmegjelölést (OEM) kapott, így ettől kezdve hivatalosan a bor alapanyagaként szolgáló Glera szőlőt sem lehet prosecco-nak nevezni.

## Készítése
Ellentétben a francia Champagne-nyal, a Prosecco készítésekor a Martinotti-Charmat módszert alkalmazzák, mely során a másodlagos fermentáció rozsdamentes acél tartályokban megy végbe, így a bor elkészítése valamelyest kevesebb költséggel jár, mint a palackban történő erjesztés. A Prosecco Valdobbiadene DOCG készítésekor ezzel szemben megengedett a Metodo Classico eljárás használata is, mely során a másodlagos erjesztés végső szakasza a palackba töltve megy végbe.
Megközelítőleg 150 millió palack Prosecco készül Olaszországban évente. 2008-ban a Prosecco 60 %-át a Conegliano és Valdobbiadene által határolt területen termelték. A 2000-es évek elejétől a Glera (vagy Prosecco) szőlőt más országokban, többek között Brazíliában, Romániában, Argentínában és Ausztráliában is termesztik, valamint bort készítenek belőle.
Conegliano és Valdobbiadene termelési területén több, mint 150 borászat található, melyek konzorciumot alkottak a Prosecco minőségének, és jó hírnevének megőrzésére. 2018-ban Consorzio per la Tutela del Prosecco di Conegliano e Valdobbiadene szervezetnek 178 bortermelő tagja van.

### Prosecco DOC

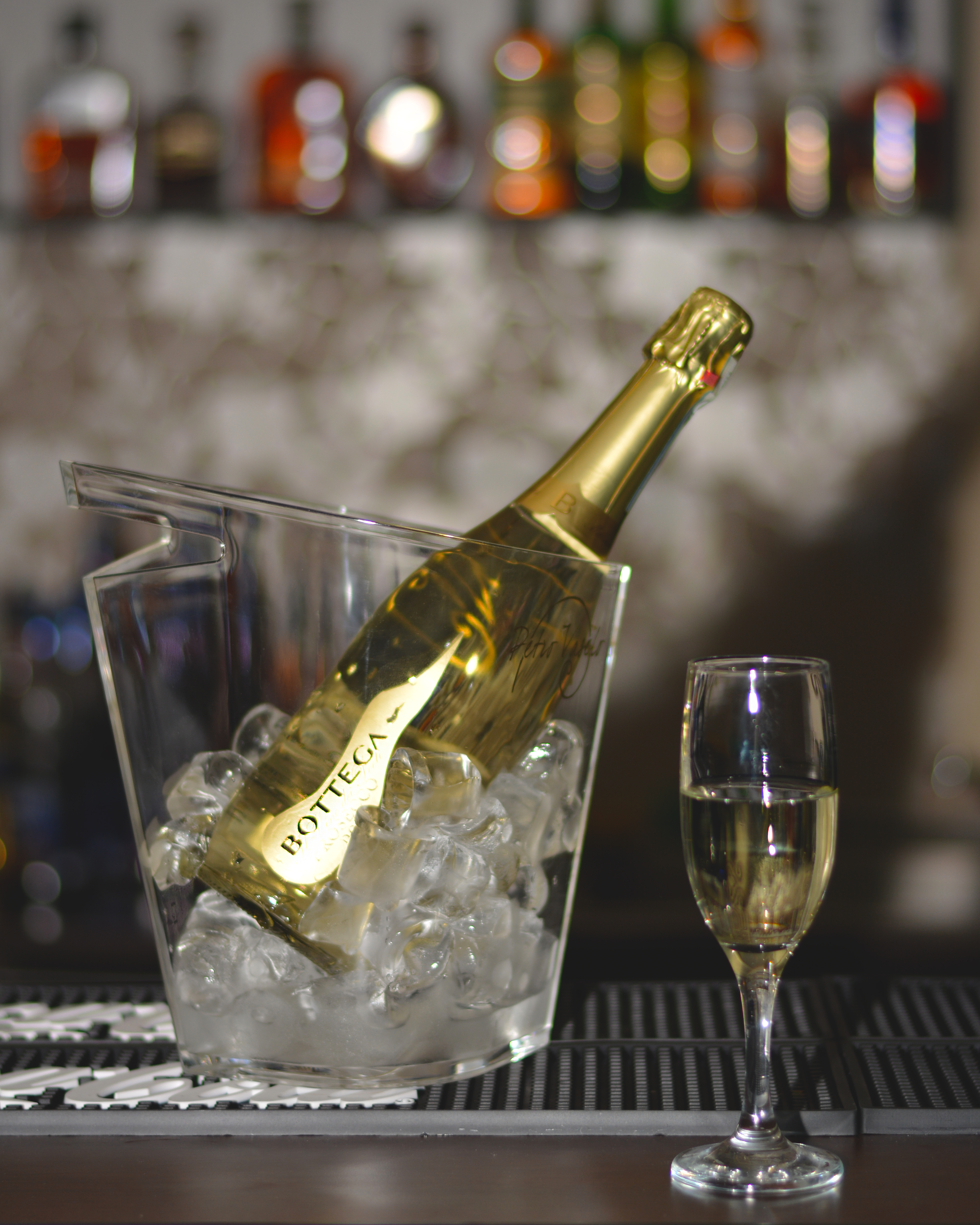
Prosecco DOC, a minőséget garantáló DOC zárjeggyel

A Prosecco DOC pezsgő (spumante), gyengén habzó- (frizzante), és klasszikus buborékmentes (still) bor formájában is készülhet. 
Ezek közül a Prosecco DOC Spumante a legnépszerűbb, és legszélesebb körben fogyasztott változat világszerte, mely hosszan tartó pezsgéssel rendelkezik. A Prosecco DOC Frizzante palackjában kisebb nyomás uralkodik, és a pohárba töltés után rövid időn belül távozik az ital szén-dioxid tartalma. A Prosecco DOC Tranquillo nem tartalmaz szén-dioxidot, klasszikus fehérborként fogyasztható.
A Prosecco borok az európai uniós szabályokat figyelembe véve "Brut" (maximum 12 g/l visszamaradt cukor), "Extra Dry" (12-17 g/l), vagy "Dry" (17-32 g/l) kategóriába sorolhatók. 
A szén-dioxid mentes változat kb. 5 %-át teszi ki a termelésnek, és nagyon keveset exportálnak belőle. A nem védett eredetű (DOC vagy DOCG zárjeggyel nem rendelkező) Prosecco borok gyakran olcsóbbak, és változó minőségűek.

### Prosecco Superiore DOCG
A Prosecco Conegliano Valdobbiadene Superiore DOCG kizárólag Treviso provinciában, Veneto megyében készülhet, a Conegliano és Valdobbiadene közti hegyekben. A valdobbiadene-i termelők gyakran nem tüntetik fel Conegliano település nevét a boraik címkéjén, így Valdobbiadene Prosecco Superiore néven hozzák forgalomba azokat. Emellett van egy kisebb termelési terület Asolo közelében, ahol a Asolo Prosecco Superiore DOCG elnevezésű bort készítik.
Míg a Prosecco DOC alapanyagaként szolgáló szőlő közel 20.000 hektár alacsonyan fekvő termőterületen található, addig a DOCG jelzéssel ellátott borokra szigorúbb szabályozás érvényes: ezek a szőlők kb. 6.586 hektáron, hegyoldalakon művelt területeken termeszthetőek.
A Valdobbiadene-közeli hegyekben termesztett szőlő a hegyoldalak meredeksége miatt a metszéstől a szüretig elsősorban csak kézzel művelhető. A kézimunka (főként a szüret) emeli a bor értékét.

## Fogyasztás

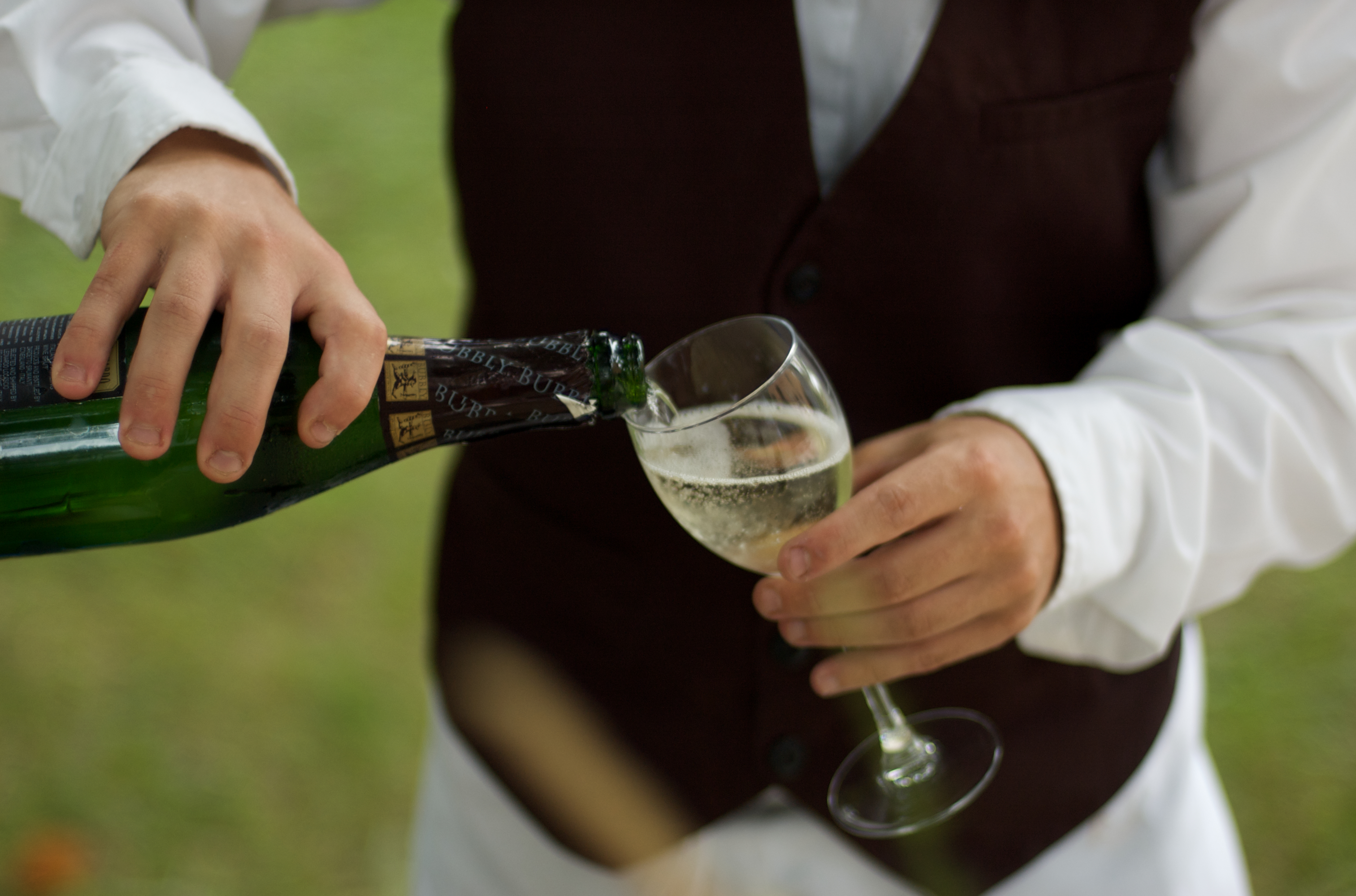
Prosecco DOC Spumante

Olaszországban a Prosecco egy széles körben fogyasztott bor. Olaszországon kívül főként - a Champagne-hoz hasonlóan - aperitifként szolgál.  Más pezsgőkhöz hasonlóan a Prosecco-t is hűtve ajánlott fogyasztani.
A Champagne-nyal ellentétben a Prosecco borok túlnyomó részét nem palackban erjesztik, és idővel jobban veszít élvezeti értékéből. Emiatt ezt a bort ajánlott a lehető legfiatalabb korában fogyasztani, lehetőleg a palackozástól számított 3 éven belül. Egyes jobb minőségű Prosecco borok azonban akár 7 évig is fogyaszthatók maradnak.
Más pezsgőkhöz hasonlítva a Prosecco-k viszonylag kis, 11-12 %-os alkoholtartalommal rendelkeznek. Az íze kapcsán a következő jellegzetességeket szokták kiemelni a hozzáértők: intenzív aroma, mely almára, körtére, fehérhúsú őszibarackra és kajszira jellemző jegyeket hordoz magában. A Champagne-nyal ellentétben, mely gazdag ízvilággal, és jellegzetes másodlagos aromákkal rendelkezik, a Prosecco változatok intenzív elsődleges aromáikról, és friss, letisztult ízvilágukról ismertek.
A Prosecco-t általában tisztán, jégbe hűtve fogyasztják, de gyakran képezi kevert italok részét is: például ez a bor a Bellini koktél és a Spritz alapanyaga, emellett a Champagne helyettesítője lehet például Mimosa-koktélban. A Prosecco vodkával és citrom szörbettel keverve az olasz Sgroppino alapját képezi.

## Fordítás
- Ez a szócikk részben vagy egészben  a   Prosecco című angol Wikipédia-szócikk ezen változatának fordításán alapul.  Az eredeti cikk szerkesztőit annak laptörténete sorolja fel. Ez a jelzés csupán a megfogalmazás eredetét és a szerzői jogokat jelzi, nem szolgál a cikkben szereplő információk forrásmegjelöléseként.